# Kedung Ringin (Pasir Sakti)
Kedung Ringin is een bestuurslaag in het regentschap Lampung Timur van de provincie Lampung, Indonesië. Kedung Ringin telt 3741 inwoners (volkstelling 2010).